# Kenzie (kompozytorka)
Kenzie (kor. 켄지 Kenji, ur. 3 lutego 1976 w pref. Shimane), właśc. Kim Yeon-jung (kor. 김연정) – południowokoreańska kompozytorka i tekściarka pracująca w SM Entertainment. Napisała i skomponowała kilkadziesiąt piosenek dla artystów z wytwórni SM Entertainment, w tym dla BoA, Isaka N Jiyeona, Super Junior, The Grace, TVXQ, Girls’ Generation, Shinee, f(x), Red Velvet czy Exo.

## Życiorys
Kim Yeon-jung urodziła się w prefekturze Shimane, w Japonii. Wyszła za mąż za Kima Jung-bae, tekściarza, z którym często współtworzyła wiele z piosenek wydawanych przez artystów SM Entertainment.
W 1999 roku ukończyła Berklee College of Music na kierunku produkcji muzycznej i inżynierii (MP&E). Przeprowadziła się Stanów Zjednoczonych w celu dalszej nauki, choć nadal jej celem było zostanie producentem muzycznym i kompozytorem w swoim ojczystym kraju – Korei Południowej. Posiada podstawową wiedzę muzyczną, potrafi grać na fortepianie i trąbce. Po zapoznaniu się ze sceną muzyki pop i widząc sukcesy grup SM Entertainment, takich jak S.E.S. i H.O.T., postawiła sobie za cel pracę z tą wytwórnią, czego dokonała po ukończeniu Berklee College of Music, powrocie do kraju i spotkaniu dyrektora generalnego SM Entertainment – Lee Soo-mana.
Jej ulubionymi utworami własnego autorstwa są m.in. „My Name” piosenkarki BoA, „Oh!” Girls’ Generation oraz debiutancki utwór f(x) „LA chA TA”.